# Windows Runtime
Inte att förväxlas med Windows RT.
Windows Runtime, eller WinRT, är en applikations- och utvecklingsplattform utvecklad av Microsoft för deras
operativsystem Windows 8. WinRT utgör grunden för så kallade Windows Store appar som kan utvecklas i .NET Framework (C# och Visual Basic.NET), C++/CX (C++ Component Extensions) och HTML5/Javascript. Applikationerna kan köras på både x86 och ARM-arkitektur.
WinRT bör inte att förväxlas med Windows RT, som är Windows 8 på ARM.

## Teknologi

### Projektioner
Windows Runtime samverkar med ett antal utvecklingplattformar och programspråk. Varje plattform kan använda Windows Runtimes funktioner genom en så kallad projektion. Plattformarna exponerar funktionerna som om de vore hemmahörande på vardera av dem respektive. För utvecklare gör det att utvecklingsupplevelsen känns naturlig för varje plattform.

### API
Windows Runtime kommer med ett API bestående av så kallade Runtime-klasser som exponerar den funktionalitet som operativsystemet tillhandahåller för appar. Biblioteket innehåller också ett ramverk för att bygga användargränssnitt i XAML. Applikationer byggda med HTML5 och Javascript använder HTML och CSS för att bygga användargränssnitt.

### Komponenter
Bibliotek med funktioner kan enkelt konsumeras över plattformsgränserna i form av WinRT-komponenter.